# Clubiona umbilensis
Clubiona umbilensis là một loài nhện trong họ Clubionidae.
Loài này thuộc chi Clubiona. Clubiona umbilensis được Roger de Lessert miêu tả năm 1923.